# Tau Ercolidi
Le Tau Ercolidi sono uno sciame meteorico con sigla internazionale TAH: è uno sciame poco conosciuto e poco studiato a causa della sua bassa e spesso inesistente attività annua.

## Corpo progenitore
Le Tau Ercolidi derivano dalla disgregazione della cometa periodica 73P/Schwassmann-Wachmann. La cometa 73P/Schwassmann-Wachmann fu scoperta nel 1930 quando passò a meno di 10 milioni di km dalla Terra: già in quel passaggio la cometa mostrò una tendenza alla frammentazione, mostrando un doppio nucleo.
Nel 1995 la cometa manifestò un'intensissima attività disgregativa che portò alla frantumazione in cinque pezzi del suo nucleo; al passaggio del 2001 furono osservati solo 3 frammenti, e al passaggio successivo del 2006 il numero dei frammenti era salito ad oltre sessanta: probabilmente il numero reale dei frammenti è enormemente superiore, ma la loro scoperta è impedita dai limiti degli strumenti di osservazione. È probabile che in un prossimo futuro la cometa si disgreghi totalmente dando origine a una nube di polveri e di meteoroidi, anche di discrete dimensioni, che espandendosi darà origine a forti piogge annuali di Tau Ercolidi.

## Caratteristiche
Il periodo durante il quale possono essere viste meteore di questo sciame è compreso tra il 19 maggio e il 14 giugno: è da notare che lo sciame non sembra essere attivo tutti gli anni.
Il radiante dello sciame è situato, durante la sua massima attività che capita attorno al 3-4 giugno, nelle vicinanze delle coordinate celesti 15 H 14 M, + 40º. La velocità geocentrica delle Tau Ercolidi è di 15 km/s.

## Attività passata e futura
Riguardo alla prima apparizione delle Tau Ercolidi c'è stata in passato una certa confusione: nel 1930 sono state osservate due piogge meteoriche, la prima avvenuta il 21 maggio 1930, pochi giorni dopo la scoperta della cometa 73P, la seconda il 9 giugno e il 10 giugno 1930. Oggi si ritiene che la pioggia del 21 maggio non abbia alcun legame con la cometa 73P/Schwassmann-Wachmann: riguardo alla seconda pioggia, che è derivata effettivamente dalla cometa 73P/Schwassmann-Wachmann, i calcoli odierni indicano che la parte principale della pioggia dovrebbe essere avvenuta l'8 giugno 1930 e che non sia stata osservata per il cattivo tempo.
Si prevede che lo sciame possa dare nuovamente origine a piogge meteoriche intense nel 2022 e nel 2049.
Oltre a queste piogge, la disgregazione, tuttora in corso, della cometa 73P/Schwassmann-Wachmann, porterà probabilmente alla formazione di un esteso e denso toro meteorico che darà origine tra qualche decina di anni a piogge annuali di discreta intensità.